# Бінті: Нічний маскарад
«Бінті: Нічний маскарад» (англ. Binti: The Night Masquerade) — науково-фантастична повість, написана Ннеді Окорафор. Повість була опублікована в 2018 році видавництвом Tor.com, і це остання повість в трилогії «Бінті», що почалася з « Бінті», виданої 2015 року та «Бінті: Додому» 2017 року. Коли була опублікована повна збірка «Бінті: Повна трилогія», Окорафор додала ще одне оповідання «Бінті: Священний вогонь».

## Сюжет
Бінті повертається додому, досліджуючи свої здібності гармонізаторки, і має знайти спосіб зупинити війну, яку кхауші ведуть, аби знищити Окву та його народ — медуз.

## Рецепція
«Нічний маскарад» отримав рецензію в журналі Booklist. У ній рекомендували спершу прочитати «Бінті» та «Додому», але відзначили «живописні образи» Окорафор, які сприяють задовільному фіналу трилогії.. У «Локусі» Ліз Бурк назвала це надихаючою повістю, яка була дуже переконливою завдяки яскравій і неприкрашеній прозі та сильному ритму. AudioFile також високо оцінив яскраві образи, а також стійкість персонажів аудіокниги, назвавши її унікальною та освіжаючою.
З іншого боку, рецензуючи новелу для NPR, Амаль Ель-Мохтар мала змішані почуття, кажучи: «Полюбивши „Додому“ так само сильно, як я, я хотіла від цього більше, більше строгості, більше продуманості, більше майстерності». Часом вона, як звичайна читачка, відчувала роздратування від історії, але з академічної точки зору вважала, що межі оповіді спонукають до роздумів. Publishers Weekly також надав неоднозначну рецензію з «запаморочливою кількістю» інцидентів і неадекватних передчуттів, але зрештою зазначив, що твір «яскравий, дотепний і незабутній».
2018 року повість номінували на премію «Г'юго», Британську премія фентезі і Nommo Awards.

## Серія
1. «Бінті» — опубліковано 2015 року.
1.5. «Бінті: Священний вогонь» — опубліковано 2019 року як нове оповідання у збірці «Бінті: Повна трилогія»;[9] служить інтерлюдією між «Бінті» та «Додому».[10][11]
2. «Бінті: Додому» — опубліковано 2017 року.[12]
3. «Бінті: Нічний маскарад» — опубліковано 2018 року.